# Marcus Carlehed
Per Marcus Gustaf Carlehed, född 11 september 1982 i Vaksala församling, är en svensk journalist och programledare på Sveriges Television.
Carlehed läste journalistprogrammet på Södra Vätterbygdens folkhögskola 2006–2008. Därefter arbetade han en tid på Sveriges Radio Jönköping och P3 Nyheter innan han fick anställning på SVT Örebro där han var nyhetsreporter och programledare för Tvärsnytt och senare SVT Nyheter Örebro. Under 2015 bytte han tjänst för att arbeta som reporter på SVT Nyheter i Stockholm.
Under 2020 blev Carlehed utrikesreporter för SVT Nyheter. Han har lett olika politik-, aktualitets- och nyhetsprogram i SVT, främst under SVT Forums paraply, bland annat ledde han SVT Forums fyra debatter inför Europaparlamentsvalet 2024.